# Neophyte Records
Cet article concerne le label Neophyte Records. Pour le groupe musical, voir Neophyte.
Neophyte Records est un label néerlandais de techno hardcore et gabber fondé en 1999 par le groupe Neophyte. Le tout premier vinyle paru sur le label est intitulé Number One Fan du groupe Neophyte, référencé NEO001 la même année. Le label organise ses propres marchandises et médias (albums, DVD évènements, produits dérivés, etc.).
De nombreux albums et titres à succès sont parus sur le label. Le site web du label organise la commercialisation des gammes de merchandising de ses DJ.

## Histoire

### Débuts
Après avoir composé pour les labels Terror Traxx et Rotterdam Records, Jeroen Steunding, membre du groupe néerlandais Neophyte fonde, en compagnie de son groupe, Neophyte Records en 1999 durant la grande crise que traverse à cette époque la scène musicale gabber. Il prend le risque de fonder ce label dans le but d'aider les jeunes talents à faire revivre le gabber déjà mal en point. Ces jeunes talents incluent Evil Activities, Tha Playah et Nexes qui parviennent à développer un son hardcore spécifique et popularisent le label.

### Années 2000–2010
Outre le groupe Neophyte lui-même qui s'auto-produit au sein de ce label, Evil Activities, Tha Playah et Nexes étoffent rapidement l'équipe. Des hits musicaux tels que I Will Have that Power, A Way of Life, State of Emergency et Nobody Said It Was Easy sont fréquemment joués durant les années 2000 et 2010 dans les soirées.
En 2006, l'album intitulé Tha Playah - The Greatest Clits de Tha Playah est bien accueilli par toetje, rédacteur au site Partyflock avec une note de 78/100. La même année, le label organise une tournée nommée Neophyte World Tour '06, plus tard commercialisé sous format DVD, qui est d'ailleurs bien accueilli sur Partyflock avec une note de 73/100 par Iguana_, qui explique « pour les amateurs de Neophyte, ce DVD est certainement un must qui peut être acheté sans hésitation ». En 2008, c'est Evilution d'Evil Activities qui atteint la 62e place des classements musicaux néerlandais. Evil Activities atteint également les classements avec des hits comme Nobody Said It Was Easy (2008) et Evil Inside (2012). En 2009, Walking the Line de Tha Playah est bien accueilli avec une note de 91 sur 100 sur Partyflock. En septembre 2009, Neophyte Records célèbre sa décennie dans une compilation intitulée Neophyte Records - A Decade of Great Success incluant deux disques dans lesquels sont mixés les plus grands hits du label par les artistes DJ Panic, Tha Playah, Neophyte et Evil Activities ; cette décennie est également célébrée lors d'une soirée à Rotterdam.
Le label lance les sous-labels Adrenaline Tracks en 2011, et Smash Records en 2017 (label uptempo). 
En 2012, en partenariat avec le label Cloud 9, l'album Extreme Audio d'Evil Activities atteint la 25e place du Dutch Albums Top 100 pendant une semaine. L'album est bien accueilli sur Partyflock avec une note de 77 sur 100. En janvier 2013, Endymion rejoint le label. En 2019, le label sort la compilation 20 Years of Neophyte Records.